# Dícido

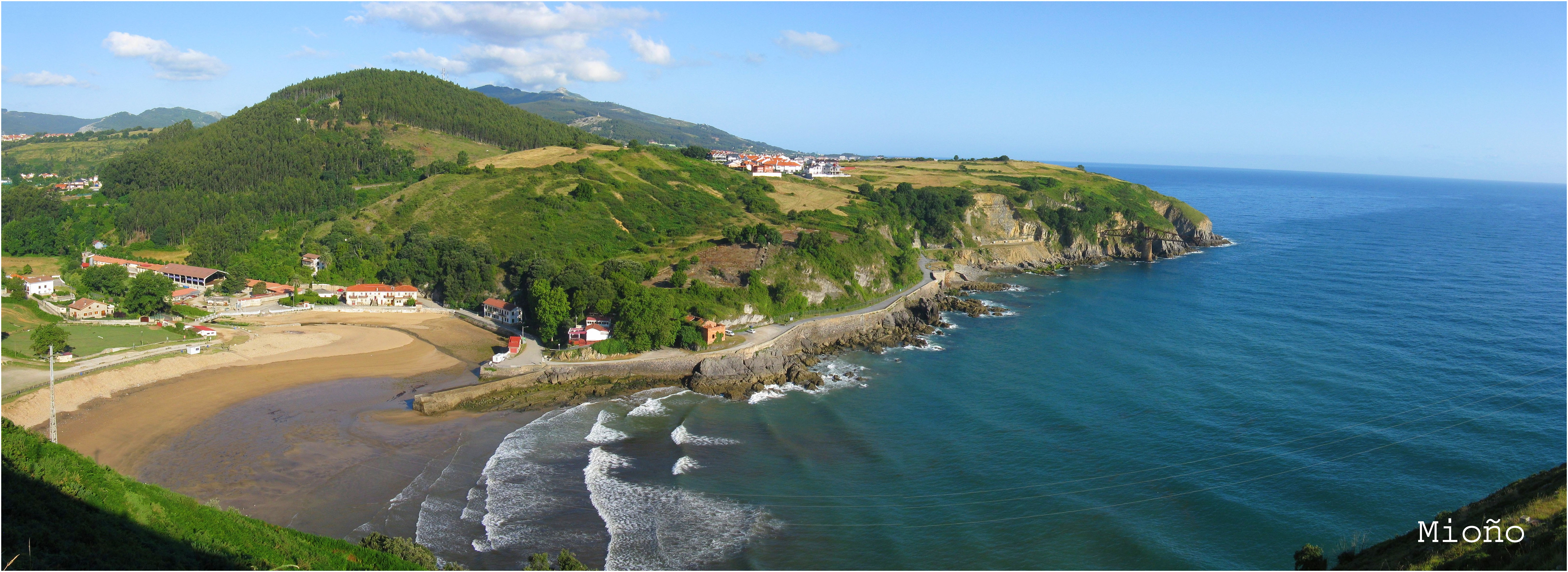
Playa de Dícido (izquierda)

La playa de Dícido está situada en la localidad de Mioño, municipio de Castro-Urdiales, en la comunidad autónoma de Cantabria, España.